# カクテル (バラ)

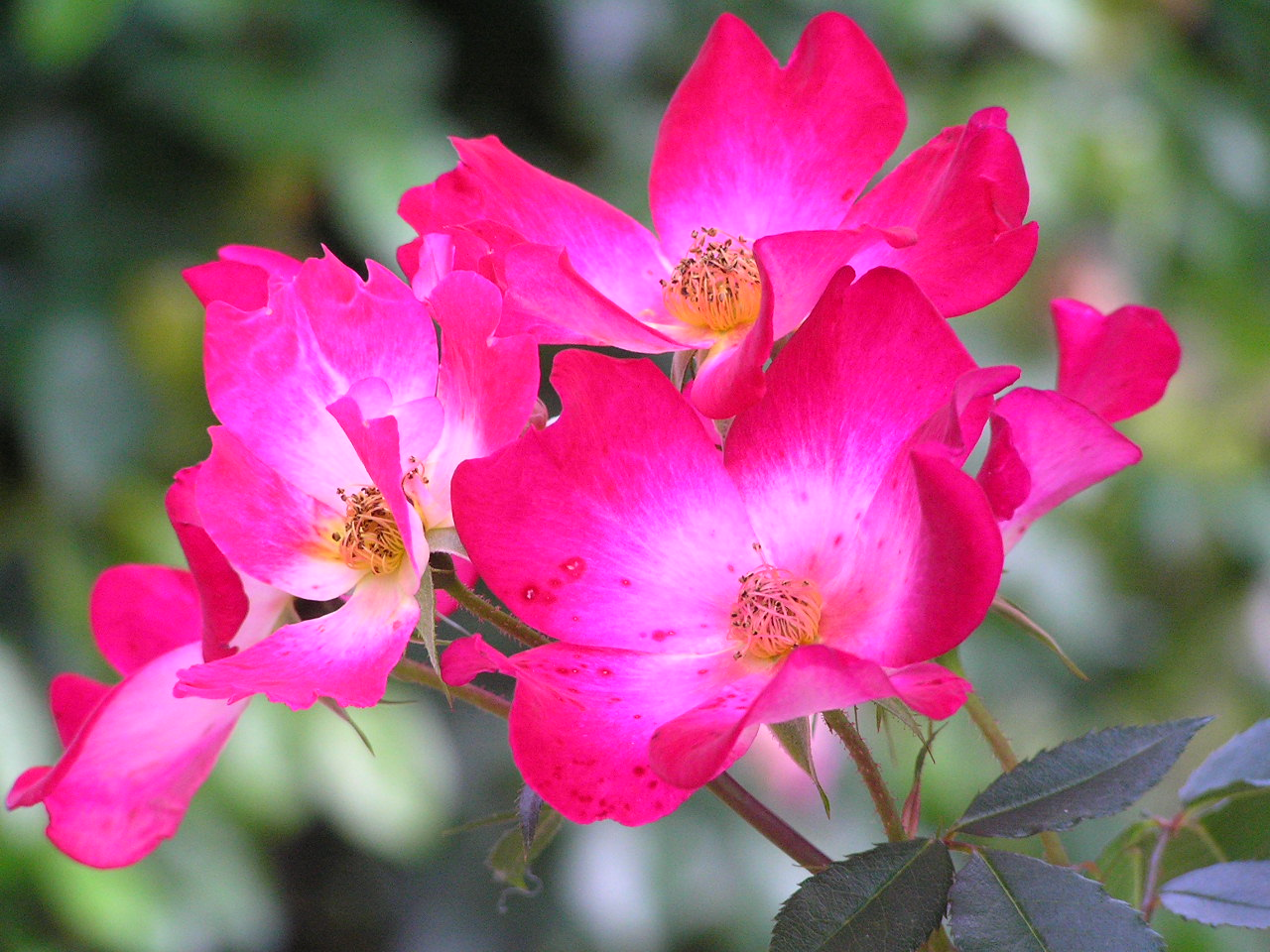
カクテル

カクテルは、バラの園芸品種の1つ。1957年にフランスで、フランシス・メイアン (Francis Meilland) によって作出された。ピエール・ド・ロンサールにその地位を奪われるまでは、日本国内でもっともよく栽培されていたバラだった。2015年に「栄誉の殿堂入りのバラ」に選出された。
シュラブ型の四季咲きのバラで、中心部が黄色になる赤い花を数輪から大きな房状に咲かせる。日本国内では大きく成長するので。つるバラとして扱われている。交配種は、(Independence×Orange Triumph)×フィリス・バイド。樹高が2.0-2.5m、幅が2mほどになる。花の中心部が黄色でその周りが紅色の花を咲かせる。咲き始めは赤色が薄いが、咲き進むにつれて色が濃くなっていく。花の大きさは約5-7cm、花付きが非常によく、満開時には株全体が花でおおわれる。春の花付きはすこぶるよいが、その後は花数が減る。花弁は傷みにくい。また、樹勢はつよい。やせた土地や日陰でもよく育つ。枝は細くしなやかで誘引しやすい。耐病性は普通だが、黒星病にはやや弱い。花色が少し薄くなりピンク色がかった「ピンク・カクテル」がある。ピンク・カクテルは棘が少な目。また、葉が丸みを帯びている。

### 注
1. ↑  作出を1961年と記す本もある[3]。